# Colin Richardson
Colin Richardson – angielski producent muzyczny, inżynier dźwięku i muzyk. Richardson zrealizował ponad sto albumów różnych wykonawców z gatunku rock i heavy metal (szczególnie z podgatunków: thrash metal, death metal, metalcore, grindcore, czy blackened death metal). Albumy które zrealizował były wielokrotnie nominowane do nagrody Grammy.
Współpracował z takimi grupami jak Slipknot, Behemoth, DevilDriver, Dearly Beheaded, Bullet for My Valentine, DÅÅTH, Machine Head, Fear Factory, Carcass, Overkill, Cradle of Filth, Gorefest, Funeral for a Friend, Kreator, Sepultura, As I Lay Dying, Trivium, Cannibal Corpse czy Napalm Death.
Na stałe pracuje w studiu nagraniowym Miloco w Londynie. W lutym 2010 roku Richardson uzyskał nominację do nagrody polskiego przemysłu fonograficznego Fryderyka w kategorii: produkcja muzyczna roku za płytę Evangelion zespołu Behemoth.

## Dyskografia
Źródło.
- 3 Inches of Blood – Advance and Vanquish (miksowanie)
- Anathema – A Fine Day to Exit (miksowanie)
- As I Lay Dying – An Ocean Between Us (miksowanie)
- As I Lay Dying - The Powerless Rise (miksowanie)
- Baby Chaos – Safe Sex, Designer Drugs & The Death of Rock ’n’ Roll (miksowanie)
- Behemoth – Evangelion (miksowanie)
- Bullet for My Valentine – Hand of Blood (produkcja, miksowanie)
- Bullet for My Valentine – The Poison (produkcja, miksowanie)
- Bullet for My Valentine – The Poison: Live at Brixton DVD (miksowanie)
- Bullet for My Valentine – Scream Aim Fire (produkcja, miksowanie)
- Burn the Priest – Burn the Priest (miksowanie)
- Cannibal Corpse – Bloodthirst (produkcja, miksowanie)
- Carcass – Symphonies of Sickness (produkcja, miksowanie)
- Carcass – Necroticism – Descanting the Insalubrious (produkcja, miksowanie)
- Carcass – Heartwork (produkcja, miksowanie)
- Carcass – Swansong (produkcja, miksowanie)
- Chimaira – The Impossibility of Reason (miksowanie)
- Chimaira – The Dehumanizing Process DVD (miksowanie)
- Chimaira – Chimaira (miksowanie)
- Cradle of Filth – Nymphetamine (miksowanie)
- Cyclefly – Crave (produkcja)
- DÅÅTH – The Hinderers (miksowanie)
- DevilDriver – The Fury of Our Maker’s Hand (produkcja, miksowanie)
- Fear Factory – Soul of a New Machine (produkcja, miksowanie)
- Fear Factory – Demanufacture (produkcja)
- Fear Factory – Remanufacture (produkcja)
- Fightstar – Grand Unification (produkcja, miksowanie)
- Five Pointe O – Untitled (produkcja, miksowanie)
- Funeral for a Friend – Four Ways to Scream Your Name (produkcja, miksowanie)
- Funeral for a Friend – CCasually Dressed & Deep in Conversation (produkcja, miksowanie)
- God Forbid – Gone Forever (miksowanie)
- Hamlet – Insomnio (produkcja, miksowanie)
- Hamlet – El Inferno (produkcja, miksowanie)
- Hamlet – Hamlet (Black Album) (produkcja, miksowanie)
- Hamlet – Pura Vida (miksowanie)
- Heaven Shall Burn – Veto (miksowanie alternatywnej wersji albumu)[5]
- Hostility – Uncompromised (miksowanie)
- InMe – Overgrown Eden (produkcja, miksowanie)
- Kreator – Hordes of Chaos (miksowanie)
- Machine Head – Burn My Eyes (produkcja, miksowanie)
- Machine Head – The More Things Change... (produkcja, miksowanie)
- Machine Head – Supercharger (miksowanie)
- Machine Head – Hellalive (miksowanie)
- Machine Head – Through the Ashes of Empires (miksowanie)
- Machine Head – The Blackening (miksowanie)
- Napalm Death – Mentally Murdered (produkcja, miksowanie)
- Napalm Death – Utopia Banished (produkcja, miksowanie)
- Napalm Death – Diatribes (produkcja, miksowanie)
- Napalm Death – Inside the Torn Apart (produkcja, miksowanie)
- One Minute Silence – Buy Now... Saved Later (produkcja, miksowanie)
- Overkill – From the Underground and Below (miksowanie)
- Overkill – Bloodletting (miksowanie)
- Overkill – Killbox 13 (produkcja, miksowanie)
- Pulkas – Greed (produkcja, miksowanie)
- Sanctity – Road to Bloodshed (miksowanie)
- Sepultura – Under a Pale Grey Sky (miksowanie)
- SikTh – The Trees Are Dead & Dried Out Wait for Something Wild (miksowanie)
- Slipknot – Disasterpieces DVD (miksowanie)
- Slipknot – 9.0: Live (miksowanie)
- Slipknot – Voliminal: Inside the Nine DVD (miksowanie)
- Slipknot – All Hope Is Gone (miksowanie)
- The Exploited – Beat the Bastards (produkcja, miksowanie)
- Trivium – The Crusade (miksowanie)
- Trivium – Shogun (miksowanie)
- Wednesday 13 – Transylvania 90210: Songs of Death, Dying, and the Dead (miksowanie)